# Formiche di Grosseto
Die Formiche di Grosseto (it. formiche = Ameisen) sind mehrere kleine Felsen, die zum Toskanischen Archipel gezählt werden. Administrativ gehören sie zur Gemeinde Grosseto.

## Lage und Beschreibung
Die Formiche sind von circa 100 m tiefem Gewässer umgeben und befinden sich mehrere Kilometer vor der Küste des Parco Naturale della Maremma. Sie bestehen aus drei unbewohnten Eilanden mit einer Gesamtoberfläche von ungefähr sechs Hektar und wenigen Metern Höhe. Von Norden nach Süden sind dies:
1. Formica Grande
2. Formica Piccola
3. Formica III

Auf dem größten Felsen, der Formica Grande, steht ein Leuchtturm.
Die Gewässer rund um die Formiche sind ein beliebtes Taucherrevier.

## Flora und Fauna
Auf den Inseln lebt ein nur dort vorkommender Phänotyp der Ruineneidechse (Podarcis siculus); im 19. Jahrhundert war diese Population als eigene Unterart klassifiziert worden (P. sicula robertii). Auch die Geckoart Phyllodactylus europaeus ist präsent. Die Inseln sind eine beliebte Brutstätte für Paare von Steppenmöwen, die aber die lokale Vegetation (z. B. eine nur dort vorkommende Strandfliederart Limonium doriae) gefährden. Um die weitere Entwicklung steuern zu können, ist die Insel zu einem 
Schutzgebiet SIR (Zone von regionaler Bedeutung) erklärt worden. 
Außerdem liegt die Insel im multinationalen Schutzgebiet Santuario dei Cetacei (Heiligtum der Wale). Tatsächlich sind z. B. Sichtungen von Delfinen in der Umgebung recht häufig. 

## Bildergalerie

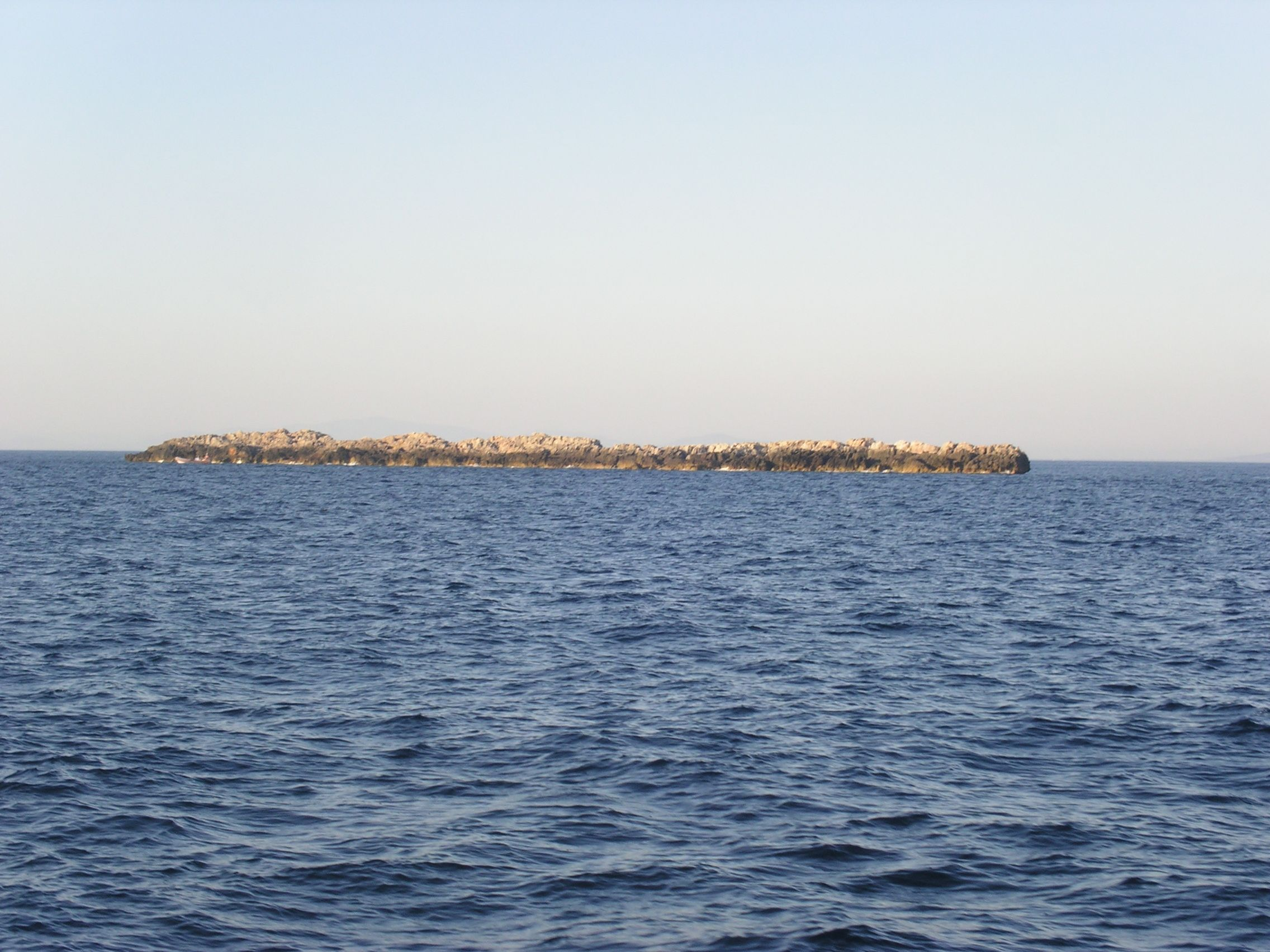
Formica III
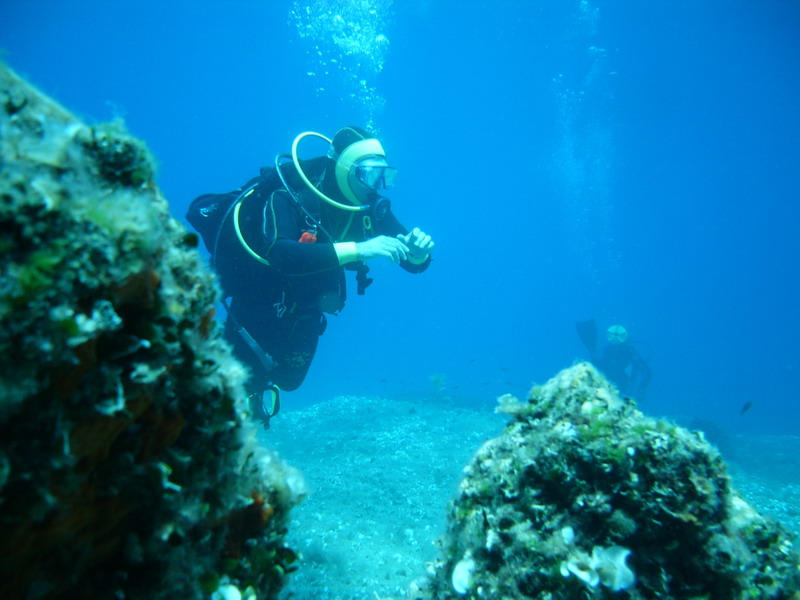
Unterwasserwelt der Formiche